# Ели Зизов
Ели Зизов е израелски футболист, роден на 30 януари 1991 г. Роден е в Беер Шева, баща му е от грузински произход. Когато е на 9 г. се присъединява към футболната академия на Макаби Тел Авив. За кратко Зизов тренира в испанския ФК Барселона и е цел на английския Челси, но в крайна сметка отива в Левски София. Той записва официалния си дебют за мъжкия отбор, когато се появява като резерва срещу Родопа (Смолян) през април 2008 г. в мач от А група, когато е едва на 16 години, 2 месеца и 15 дни, и така става най-младият чужденец в Българското първенство. Зизов често е сравняван с Лионел Меси.

## Статистика по сезони
| Отбор          | Сезон   | Шампионат | Шампионат | Нац. купа | Нац. купа | Евротурнири | Евротурнири | Общо | Общо |
| Отбор          | Сезон   | М         | Г         | М         | Г         | М           | Г           | М    | Г    |
| -------------- | ------- | --------- | --------- | --------- | --------- | ----------- | ----------- | ---- | ---- |
| Левски (София) | 2006-07 | 1         | 0         | 0         | 0         | 0           | 0           | 1    | 0    |
| Левски (София) | 2007-08 | 1         | 0         | 0         | 0         | 0           | 0           | 1    | 0    |
| Левски (София) | 2008-09 | 0         | 0         | 0         | 0         | 0           | 0           | 0    | 0    |

Последна актуализация: 8 декември 2008